# Едді Рознер
Е́дді (Едуа́рд А́дольф) Ро́знер (нім. Eddie Rosner, біл. Адо́льф Ігна́цьевіч Ро́знер, рос. Адо́льф Игна́тович Ро́знер, пол. Eddie Rosner; 26 травня 1910, Берлін — 8 серпня 1976, Західний Берлін) — джазовий трубач, скрипаль, диригент, композитор і аранжувальник.
Як чудовий імпровізатор, дістав прізвисько «Білий Армстронґ». Автор численних джазових композицій, а також танго, вальсів, пісень (на слова Юрія Цейтліна, Михайла Пляцковського, Володимира Масса, Михайла Червінського, Євгена Долматовського, Володимира Харитонова, Леоніда Кукса, Григорія Поженяна, Бориса Дворного та інших) і джазових аранжувань. Заслужений артист Білоруської РСР (1944). Один із найпопулярніших джазових артистів у СРСР, чиї записи були двічі заборонені.

## Життєпис

### Німеччина і Польща
Едуард Адольф Рознер народився 26 травня 1910 року в сім'ї польських євреїв. Батько — Ігнаци Рознер — був шевцем, що емігрував до Німеччини з Польщі (з Освенцима), мати — Роза Рознер (до шлюбу Лампель) — домогосподарка. У родині було шість дітей.
Уже в чотирирічному віці Едуард Адольф почав грати на скрипці і в 1916 році вступив до класу скрипки консерваторії Штерна в Берліні, яку закінчив з відмінними оцінками в 1920 році. Тоді здобував ще одну освіту в Берлінській королівській вищій музичній школі на Кантштрасе. Навчався у професорів Карла Флеша і Франца Шрекера. Незабаром з поради свого дядька став паралельно освоювати трубу, захопився джазом. З 1928 року швидко висунувся в число найпопулярніших солістів-трубачів, граючи в різних берлінських джазових і салонно-танцювальних бендах. Серед цих ансамблів — оркестр Марека Вебера в Гамбургу, а також джазовий колектив Штефана Вайнтрауба («Weintraubs Syncopators» / «Синкопатори Вайнтрауба»), що працював на океанському лайнері «Нью-Йорк», який здійснював пасажирські рейси між Гамбургом і різними містами США. Рознер також брав участь у фільмуванні низки кінокартин кіностудії UFA. Мав намір розпочати кар'єру в США й спілкувався у цій справі з відомим музикантом Юджином Крупою.
1933 року, коли в Німеччині до влади прийшли нацисти, Рознер попросив притулку в Бельгії, але дістав відмову й того ж року емігрував до Польщі — спершу до Кракова, а тоді до Варшави. Його оркестр із тринадцяти учасників мав великий успіх і значно вплинув на розвиток джазу в країні. Гастролював у Франції, Бельгії, Нідерландах, Латвії, у скандинавських країнах. Рознер був власником клубу «Chez Adi» («В Аді») в Лодзі. Мав за зразок Гаррі Джеймса. 1934 року, під час концерту в Італії, зустрівся з Луїсом Армстронґом. Зі своїм оркестром Рознер записувався на платівки, грав на двох трубах одночасно. У другій половині 1930-х років вважався одним із найкращих трубачів Європи. Не бажаючи бути тезкою Гітлера — лідера німецьких нацистів, Рознер використовував як артистичний псевдонім коротку форму свого імені — Аді (в англійській транскрипції читається як Еді). У Варшаві Рознер виступав у кафе «Café Esplanada» («Кафе „Еспланада“»), де й познайомився з актрисою Рут Камінською, дочкою актриси і режисера єврейського художнього театру Іди Камінської, й 1939 року став жити з нею в цивільному шлюбі.

### Державний джаз-оркестр Білорусі, Магадан
1 вересня 1939 року, першого дня Другої світової війни, у Варшаві оркестр Рознера потрапив під бомбардування німецької авіації, в результаті якої знищено всі інструменти, крім контрабаса. Самі музиканти не потерпіли. Трупа місцевого єврейського театру Іди Камінської шукала можливість, поки не стабілізувався кордон з СРСР, покинути територію, що стала німецькою.
Оркестр Рознера з театром Камінської перебираються в зайнятий радянськими військами Білосток, звідки вони мали тільки одну можливість виїзду — до Білорусі. Рознер випадково познайомився з Пантелеймоном Пономаренком, великим любителем джазу, і під його заступництвом очолив новий великий джаз-оркестр, що незабаром дістав статус Державного джазу БРСР. Оркестр Рознера отримав спеціальний поїзд для гастролей, який фактично став домівкою для оркестру. Усі проблеми вирішувалися завдяки втручанню Пономаренка.
Влітку 1940 року оркестр з великим успіхом дав концерти в багатьох містах СРСР і взяв участь у декаді білоруського мистецтва в Москві. У вересні Рознера з оркестром несподівано запросили до Сочі, де з наказу начальства цей оркемтр грав у порожньому залі. Єдиним слухачем, як згодом виявилося, був Йосип Сталін, що сидів у заштореній ложі. Йому сподобався концерт.
Біг-бенд Едді Рознера був одним із перших джазових оркестрів у СРСР, що виконували музику в стилі свінг, і відіграв одну з ключових ролей в освоєнні радянськими музикантами цього напрямку музики. В ансамблі працювали Юрій Бельзацький, Вадим Людвіковський, Піро Рустамбеков, Луї Маркович та інші.
Історик радянського джазу Яків Басін написав:

| «І все ж не буде перебільшенням сказати, що левова частка успіху концертів Державного джазового оркестру БССР залежала від особистості самого Едді Рознера. Артистизм, невимушеність, чарівливість із перших же хвилин концерту підкорювали глядача, а легкість, з якою він налагоджував контакт із залом, була радше властива багаторічному кумирові публіки, аніж незнайомцеві, що не володіє російською мовою, яким Е. Рознер фактично був». Оригінальний текст (рос.) «И всё же не будет преувеличением сказать, что львиная доля успеха концертов Государственного джазового оркестра БССР зависела от личности самого Эдди Рознера. Артистизм, непринуждённость, обаяние с первых же минут концерта покоряли зрителя, а лёгкость, с которой он устанавливал контакт с залом, была скорее свойственна многолетнему кумиру публики, нежели не владевшему русским языком незнакомцу, каким Э. Рознер фактически являлся». |
У роки Другої світової війни оркестр давав численні концерти як в тилу, так і на фронті. 1946 року у зв'язку з розгорнутою в СРСР критикою джазу як музичного напряму Едді Рознер разом із дружиною і дочкою спробував напівлегально повернутися до Польщі, але його заарештували співробітники Львівського управління НКВС. Рознер потрапив під суд, дістав вирок — десять років таборів і був засланий спершу до Хабаровськ, а тоді на Колиму. У Магадані він зібрав табірний оркестр. Познайомився з майбутнім естрадним співаком Володимиром Макаровим, якому давав уроки вокалу та естрадної майстерності, а після звільнення запросив у свій джаз-оркестр. Рут Камінську засудили до п'яти років таборів і заслали під Кокчетав. Чотирирічна Еріка, дочка Едді і Рут, залишилася без батьків. Її забрала до Москви подруга Рознерів — Дебора Марківна Сантатур (до шлюбу Товбін, дочка Мордка Товбіна).
У 1954 році Едді Рознер вийшов на волю. Після звільнення і возз'єднання родини в Москві сімейне життя не склалося — Едді і Рут розлучилися. Рут із Ерікою поїхали до Варшави, а за кілька років — до Нью-Йорка. Едді пізніше одружився з танцівницею оркестру Галиною Ходес.

### Джаз Московської естради (1954—1971)
У 1954 році при Мосестраді Рознер створив естрадний оркестр, що давав численні виступи і знявся в кінокомедії «Карнавальна ніч». Від більшості радянських бендлідерів, що виступали зазвичай в амплуа диригентів або конферансьє, Рознера на сцені відрізнявся віртуозними інструментальними соло і бездоганним артистизмом. Оркестр належав до числа провідних свінгових складів у СРСР, постійно гастролював містами Союзу з яскравими концертами, що складалися з універсальної палітри творів — від музики для відпочинку до «пісень народів світу». Творче кредо визначала вірність джазовому мейнстриму, при цьому репертуар виходив за рамки джазу, що обумовлено як широтою музичних інтересів самого Рознера, так і вимогами до державних концертних біг-бендів того часу.
Запрошували оркестр Рознера і на телебачення, переважно для участі в «Блакитних вогниках». Його школу пройшли такі в майбутньому відомі композитори, аранжувальники і диригенти, як Юрій Саульський, Володимир Терлецький, Данило Браславський, Олексій Мажуков, Владислав Кадерський, Володимир Хорощанський, співачки Майя Кристалінська, Капітоліна Лазаренко, Ніна Дорда, Марія Лукач, Ірина Бржевська, Ніна Пантелєєва, Лариса Мондрус, Ніна Бродська, Гюлі Чохелі, Жанна Бічевська, Саллі Таль, Ірина Подош'ян, Тамара Кравцова, Камілла Кудрявцева, Анастасія Кочкарьова, Віда Вайткуте, Тетяна Конькова, Наталія Заболотна, Євгенія Зав'ялова, Людмила Солоденко, співаки Еміль Горовець, Вадим Монін, Володимир Макаров, Лев Пильщик, Бедрос Кіркоров, а також вокальні квартети «Акорд» та «Чотири Ю».
З оркестром співпрацювали степісти (чечітники) Володимир, Григорій та Євген Зернови, Олексій Бистров, брати Гусакови, Михайло Подольський, Володимир Кірсанов, конферансьє Михайло Гаркаві, Олександр Лонгін, Гаррі Гриневич, Володимир Гілевич і Олег Марус, письменники-сатирики Юрій Благов і Володимир Поляков, драматурги Борис Рацер, Володимир Константинов та Ігор Виноградський, постановники Борис Січкін, Володимир Канделакі і Валерій Рубінчик, композитор Давид Тухманов (як піаніст). У різний час в біг-бенді під керуванням Рознера працювали найкращі джазмени країни: барабанщики Борис Матвєєв, Станіслав Стрельцов, Віктор Єпанешников, Юрій Ветхов, Олександр Симоновський, контрабасисти і аранжувальники Егіл Шварц та Ігор Кантюков, мультиінструменталіст Давид Голощокін, саксофоністи Анатолій Герасимов, Олександр Пищиков, Володимир Коновальцев, Володимир Колков, Михайло Цуриченко, Віктор Подкоритов, саксофоністи й аранжувальники Геннадій Гольштейн і Віталій Долгов, сурмачі й аранжувальники Ярослав Янса та Володимир Василевський, трубачі Костянтин Носов і Радамес Шакаров, піаніст і аранжувальник Микола Левіновський, тромбоніст Олександр Сухих та Олександр (Саша) Кофман, скрипаль і композитор Валерій Трофименко та інші.
Були популярні й інші артисти оркестру (сайдмени). Серед них Ю. Цейтлін, Г. Домані, В. Забродін, І. Просенков, В. Ремізов, Л. Самохвалов (труби), Леонід (Ілля) Алче, Г. «Жорж» Фрідман, Т. Ахмедов, М. Матвєєв, А. Мечль, А. Чех (саксофон), В. Богданов, М. Фурсиков, А. Хартюнов, А. Морозов (тромбони), Павло Гофман, Л. Беймшлаг, Г. Парасоль, В. Мелікян, Б. Соркін (скрипка), Луї Маркович (гітара), В. Смирнов (контрабас), Л. Зілігсон і В. Шафран (фортепіано) та інші. Оркестр Рознера — учасник московського джазового фестивалю «Джаз-67». За свідченням Геннадія Гольштейна, оркестр був у ту пору «дуже сучасним за звучанням — найкращим у країні», й на фестивалі виступив «з грандіозним успіхом». Внесок біг-бенду в розвиток джазу та естради в Росії важко переоцінити.
У травні 1969 року вийшла постанова Ради Міністрів РРФСР за номером 319 («Питання головного управління культури РРФСР»), згідно з якою належало розпустити ряд естрадних колективів. Мода на ВІА ставила під сумнів рентабельність великих оркестрів, відбувалося розмежування джазової та естрадної музики, намічалися «ротація зірок», новий виток боротьби із західними впливами і нові негласні обмеження для євреїв. Оркестр залишався «невиїзним». Рознер безуспішно клопотав про туристичну візу, бажаючи відвідати родичів, що проживали в США. Марними виявилися сподівання Рознера про те, що йому дадуть звання заслуженого артиста РРФСР. Всі ці фактори прискорили розв'язку. У 1971 році «Росконцерт» змусив Рознера піти на пенсію. При Гомельській філармонії Едді Рознер зібрав свій останній біг-бенд (у ньому грали деякі майбутні засновники ВІА «Синяя птица»), а в січні 1973 року виїхав до Німеччини (Західний Берлін), де після тривалої хвороби 8 серпня 1976 помер. Похований на Єврейському кладовищі, у берлінському районі Шарлоттенбурґ-Вільмерсдорф (район відомий з 1920-х років як центр еміграції з Росії).

### Розвиток традицій
Незважаючи на те, що ім'я Рознера в 1973—1988 роках офіційно було забуте, а більшість записів розмагнічена, частину колишнього рознеровського колективу в Москві фактично вдалося зберегти: на його основі створено концертний оркестр «Современник» («Сучасник»). Під керівництвом джазового піаніста, композитора та аранжувальника Анатолія Кролла оркестр працював з Євгеном Мартиновим, Юрієм Антоновим, Леонідом Серебренниковим і Ларисою Доліною, випустив програми «Антологія джазового вокалу» і «Антологія біг- бенду», взяв участь у фільмах «Ми з джазу» і «Зимовий вечір у Гаграх». Припинив існування в 1991 році.
Після війни джазовий колектив «Білоруський диксиленд» при Білоруській філармонії створив Авенір Вайнштейн, очолив згодом групу «Авенір-бенд», що складається з музикантів тих років.
З 1987 року на естраді виступає Державний (нині — Національний) концертний оркестр Республіки Білорусь під керуванням Михайла Фінберга, який взяв участь у ряді концертів, присвячених Рознерові, зокрема 1993 року в Москві (музичне шоу «У компанії Едді Рознера»). Сам Фінберг, особисте знайомство якого з Рознера відбулося на початку 1970-х років, вважає свій біг-бенд правонаступником білоруського Державного джаз-оркестру.
14 грудня 2001 року в Москві, в Залі Чайковського, відбувся історичний концерт «Едді Рознер. Повернення оркестру». Імпресаріо Майя Кочубеєва вперше в музичній культурі Росії відтворила легендарний оркестр. У світовій практиці це називається ghost-orchestra, подібно американським оркестрам Каунта Бейсі, Гленна Міллера, Арті Шоу, Томмі Дорсі, Дюка Еллінгтона (меншою мірою). Оригінальні партитури 1940-х років по записах із грамплатівок спеціально для цього концерту реставрував видатний аранжувальник — Володимир Прохоров. Було завдання відтворити звук оркестру, втрачений з від'їздом Рознера. Музикантів добирали за вмінням володіти стилем на основі двох ансамблів — «Moscow Band» заслуженого артиста Росії Володимира Лебедєва і «Гарячої дев'ятки» Всеволода Данилочкіна, які були авторами кількох аранжувань.
У концерті також узяли участь народний артист Росії Юрій Дранга (акордеон), заслужені артисти Росії — соліст оркестрів Утьосова і Едді Рознера Борис Матвєєв (ударні), Віктор Фрідман (фортепіано), Іван Станішевський (кларнет, т-саксофон), а також відомі московські солісти — ветеран джазу Євген Баранов (труба, вокал), Володимир Галактіонов (труба), Костянтин Гевондян (труба), Віктор Подкоритов, Костянтин Горшков, Ігор Тертичний (кларнет, саксофон) та інші.
У залі були присутні Ірен Маркович (дружина Луї Марковича, соліста оркестру Едді Рознера), Галина Цейтліна (дружина Юрія Цейтліна, багаторічного друга і автора пісень із репертуару оркестру), багато інших сучасників, що знали Едді Рознера, серед них і ветерани радянського джазу.
Цей концерт з успіхом повторено 6 жовтня 2002 року в рамках фестивалю «Російському джазу — 80» і персонального абонементу заслуженого діяча мистецтв РФ Олексія Баташева, але іншим складом і в іншому залі. Цього разу у Великому залі Московської консерваторії виступив біг-бенд Федеральної прикордонної служби Росії під керівництвом народного артиста Росії Володимира Вепринцева.
У Німеччині твори Едді Рознера, а також мелодії з його репертуару постійно виконує ансамбль «The Swinging Partysans» під керівництвом Дмитра Драгільова, періодично до рознеровської спадщини звертаються саксофоніст Еміль Мангельсдорф, квартети Дірка Енґельґардта і Петера Клінке. До інтерпретаторів Рознера в сучасній Польщі належать Збігнєв Куртич та Мацей Маленчук.
Влітку 2010 року в рамках Німецько-російського фестивалю в Берліні відбувся перший джазовий фестиваль імені Едді Рознера (координатор — Дмитро Драгільов). Відтоді цей «фестиваль у фестивалі» проводиться щорічно в червні протягом трьох днів.
2012 року в рамках щорічного міжнародного фестивалю «Alfa Jazz Fest» у Львові вперше відбулося вручення Міжнародної музичної премії «Alfa Jazz Fest Awards» імені Едді Рознера. Премію засновано з метою визнання музикантів, які зробили значний внесок у розвиток джазової музики, а також із метою популяризації джазової музики. Переможець вибирається шляхом голосування членами широкого кола експертів, серед яких музичні критики, видатні діячі культури, громадські та державні діячі, журналісти та підприємці з різних країн світу.

## Дискографія
- Дискографія оркестру Едді Рознера, 1944—1946 [Архівовано 3 березня 2016 у Wayback Machine.] (англ.)

## Фільмографія
- «Джазмен із Гулагу» — документальний фільм, оригінал назви: «Le jazzman du goulag». Автори: Natalia Sazonova, Pierre-Henry Salfati, France, 1999, 58 min. ARTE